# Saint-Aubin-de-Bonneval
Saint-Aubin-de-Bonneval é uma comuna francesa na região administrativa da Normandia, no departamento Orne. Estende-se por uma área de 11,54 km². Em 2010 a comuna tinha 136 habitantes (densidade: 11,8 hab./km²).